# 宏伟乡 (林甸县)
宏伟乡，是中华人民共和国黑龙江省大庆市林甸县下辖的一个乡镇级行政单位。

## 行政区划
宏伟乡下辖以下地区：
太平山村、全胜村、吉祥村、核心村、永利村、宏伟村、黄河村、治安村和永丰村。